# Thibaud Lanen
Pour les articles homonymes, voir Lanen.

a Compétitions nationales et continentales officielles uniquement.

Dernière mise à jour le 31 mars 2023.
Thibaud Lanen, né le 1er avril 1998 à Mende (Lozère), est un joueur français de rugby à XV. Il évolue principalement au poste de deuxième ligne et éventuellement au poste de troisième ligne à l'ASM Clermont Auvergne.

## Biographie
Né à Mende, Thibaud Lanen est le frère jumeau de Clément Lanen.
Il est formé au Rugby Club Mende Lozère (RCML).
Il intègre le centre de formation de l'ASM Clermont Auvergne à 15 ans,.
En 2015, il est champion de France UNSS.
Lors de la saison 2019/2020, il effectue ses premiers matchs avec les pros a 21 ans. Il ferait 8 feuilles de matchs dont une titularisation. 
En 2019, il signe son premier contrat professionnel avec l'ASM Clermont Auvergne,,,.